# Carposcalis stegnum
Carposcalis stegnum là một loài ruồi trong họ Ruồi giả ong (Syrphidae). Loài này được Say mô tả khoa học đầu tiên năm 1829. Carposcalis stegnum phân bố ở miền Tân bắc